# Yenikuyu, Altınekin
Yenikuyu là một xã thuộc huyện Altınekin, tỉnh Konya, Thổ Nhĩ Kỳ. Dân số thời điểm năm 2011 là 447 người.